# Мартін (округ, Кентуккі)
Шаблон:StateAbbr_ 37°48′ пн. ш. 82°31′ зх. д. / 37.8° пн. ш. 82.52° зх. д.
Округ Мартін (англ. Martin County) — округ (графство) у штаті Кентуккі, США. Ідентифікатор округу 21159.

## Історія
Округ утворений 1870 року.

## Демографія
За даними перепису
2000 року
загальне населення округу становило 12578 осіб, усе сільське.
Серед мешканців округу чоловіків було 6225, а жінок — 6353. В окрузі було 4776 домогосподарств, 3621 родин, які мешкали в 5551 будинках.
Середній розмір родини становив 3,05.
Віковий розподіл населення поданий у таблиці:
| Стать    | До 15 років | 15-21 | 22-29 | 30-39 | 40-49 | 50-65 | 65-85 | Понад 85 |
| -------- | ----------- | ----- | ----- | ----- | ----- | ----- | ----- | -------- |
| Чоловіки | 1531        | 709   | 613   | 898   | 986   | 971   | 490   | 27       |
| Жінки    | 1324        | 686   | 707   | 973   | 1004  | 951   | 633   | 75       |

## Суміжні округи
- Вейн, Західна Вірджинія — північний схід
- Мінґо, Західна Вірджинія — південний схід
- Пайк — південь
- Флойд — південний захід
- Джонсон — захід
- Лоуренс — північний захід

## Виноски
1. ↑  U.S. Decennial Census. United States Census Bureau. Архів оригіналу за 4 квітня 2018. Процитовано 17 серпня 2014.
2. ↑  Historical Census Browser. University of Virginia Library. Архів оригіналу за 11 серпня 2012. Процитовано 17 серпня 2014.
3. ↑  Population of Counties by Decennial Census: 1900 to 1990. United States Census Bureau. Архів оригіналу за 13 жовтня 2014. Процитовано 17 серпня 2014.
4. ↑  Census 2000 PHC-T-4. Ranking Tables for Counties: 1990 and 2000 (PDF). United States Census Bureau. Архів оригіналу (PDF) за 18 грудня 2014. Процитовано 17 серпня 2014.
5. ↑  State & County QuickFacts. United States Census Bureau. Архів оригіналу за 7 червня 2011. Процитовано 6 березня 2014.(англ.) Наведено за англійською вікіпедією.
6. ↑  American FactFinder. Бюро перепису населення США. Архів оригіналу за 26 лютого 2012. Процитовано 31 січня 2008.

| США | Це незавершена стаття з географії США. Ви можете допомогти проєкту, виправивши або дописавши її. |